# Abd al-Rahman al-Bazzaz
Abd al-Rahman al- Bazzaz (in arabo عبد الرحمن البزاز ‎?; Baghdad, 20 febbraio 1913 – Sabah, 28 giugno 1973) è stato un politico iracheno.

## Biografia
Studiò Giurisprudenza all'Università di Baghdad e nel King's College di Londra. Fu preside della Facoltà di Giurisprudenza dell'Università di Baghdad, ambasciatore iracheno a Londra e segretario generale dell'OPEC tra il 1º maggio 1964 e il 30 aprile 1965. 
Divenne quindi ministro degli Esteri per pochi mesi, sempre nel corso del 1965, prima di diventare Primo Ministro dell'Iraq. Fu Presidente provvisorio della Repubblica d'Iraq tra il 13 aprile e il 16 aprile 1966, a seguito della morte improvvisa di Abd al-Salam Arif. Il fratello di ʿĀrif, Abd al-Rahman Arif, fu poi scelto come Presidente della Repubblica. 
Nell'agosto del 1966, Bazzāz lasciò l'incarico di Primo Ministro e a lui succedette Naji Talib, che agì dal 1966 al 1967.